# Nikola Bartůšek
Nikola Bartůšek (* 11. května 1985 České Budějovice) je česká socioložka, politička, od července 2024 poslankyně Evropského parlamentu, expertka na migrační a azylovou politiku a vysokoškolská a středoškolská pedagožka. Od února 2025 je místopředsedkyně hnutí PŘÍSAHA.

## Život
Vystudovala migrační sociologii na univerzitě v rakouském Linci a sociální politiku a politologii na finské univerzitě v Tampere (tituly MSSc., magistra sociálních věd). Poté se zaměřila na analýzu a řešení problémů spojených s migrací. Během migrační vlny v roce 2015 se stala vedoucí pro migrační a azylové řízení v Horních Rakousech a v terénu pracovala 10 let.
Nikola Bartůšek má jedno dítě. 

## Politické působení
Ve volbách do Evropského parlamentu v červnu 2024 kandidovala jako členka hnutí PŘÍSAHA na 2. místě kandidátky uskupení „PŘÍSAHA a MOTORISTÉ“. Uskupení získalo dva mandáty, sama Bartůšek získala 21 162 preferenčních hlasů, a stala se tak europoslankyní.
V krajských volbách v září 2024 kandidovala jako členka hnutí PŘÍSAHA na 3. místě kandidátky do Zastupitelstva Jihočeského kraje, avšak nebyla zvolena.
Na začátku února 2025 byla na sněmu hnutí PŘÍSAHA zvolena místopředsedkyní hnutí.
Ve sněmovních volbách v roce 2025 kandiduje na posledním místě kandidátní listiny hnutí Přísaha v Jihočeském kraji.